# Idioma nihali
El nihali o nahali (a veces erróneamente considerado como kalto) es una lengua aislada hablada en el centro de India (estados de Madhya Pradesh y Maharashtra) por unas 2000 personas (en 1991) de un grupo étnico formado por unas 5000 personas. El área tribal de los nihali se encuentra al sur del río Tapti, alrededor de la aldea de Tembi en el distrito de Nimar de las Provincias centrales durante el Raj británico, actualmente es parte de Madhya Pradesh.
La lengua posee un gran número de palabras prestadas de las lenguas vecinas, con un 60-70% de términos aparentemente procedentes del korku y otro 25% de vocabulario y mucha de su morfología, tomado de las lenguas dravídicas y el marathi, aunque gran parte de su vocabulario básico no puede relacionarse con el de otras lenguas, como por ejemplo los numerales y las palabras para 'sangre' y 'huevo'.
Franciscus Kuiper (1962) fue el primero en sugerir que esta lengua podría ser una lengua aislada, con un núcleo léxico ajeno al korku y las lenguas dravídicas, procedente de poblaciones de India no relacionadas con las lenguas munda o las lenguas dravídicas. Sin embargo Kuiper no excluye que este núcleo básico pudiera estar emparentado con las lenguas munda, como el korku.

## Historia
Los nihali han vivido durante siglo en una relación simbiótica, pero socialmente inferior junto a los korku. Los hablantes de nihali son bilingües en korku y nihali, y frecuentemente usaban el nihali para evitar ser entendidos por otras personas. Kuiper sugirió también que las diferencias podrían haberse orginado como un argot, o como criptolecto (lengua secreta). Norman Zide describió la situación de esta manera:

Los préstamos en nihali son mucho más masivos que en algunos ejemplos de libros de texto sobre el albanés. Tal vez sean más comparables en este respecto con algunos de los dialectos de romaní más relexicalizados, como los hablados por gitanos en Europa Occidental o Estados Unidos. La historia reciente de los nihalis incluye la matanza organizada por parte de gobernantes regionales a principios del siglo XIX, esto se debió aparentemente al vandolerismo destructivo creciente que practicaban. Desde entonces, el grupo -diezmada en tamaño- ha actuado frecuentemente como rapiñadores y ladrones, [...] Los nihalis han sido multilingües desde hace mucho, y usan el nihali más o menos como una lengua secreta que usualmente no se muestra a los extraños. Algunos de los primeros investigadores que trataron de estudiar esta lengua, aparentemente fueron rechazados y engañados deliberdadamente.

Actualmente, los nihali llevan un modo de vida similar al de los kalto, esto, combinado con el hecho de que los kalto han sido llamados a veces nihali, llevó a la confusión de que las dos lenguas son la misma, confusión que ha sido repetida diversas veces en las descripciones lingüísticas y etnológicas.